# السريع والغاضب 9
السريع والغاضب 9 (بالإنجليزية: Fast & Furious 9)‏ هو فيلم حركة أمريكي صدر عام 2021 من إخراج جوستين لين و تأليف كريس مورغان ودانييل كيسي . و يعد تكملة لـ السريع والغاضب 8 الذي أنتج عام 2017 و الدفعة العاشرة من سلسلة السرعة و الغضب و الفيلم التاسع في السلسلة الرئيسية. وهو من بطولة فين ديزل وميشيل رودريغيز وجوردانا بروستر وتيريز جيبسون وكريس "لوداكريس" بريدجز وناتالي إيمانويل وجون سينا وهيلين ميرين وتشارليز ثيرون ومايكل روكر. من أنتاج وترويج شركة يونيفرسال بيكتشرز .

## طاقم التمثيل
- فين ديزل في دور دومينيك توريتو ، متسابق مجرم محترف في الشوارع متقاعد واستقر مع زوجته ليتي وابنه براين .
- ميشيل رودريغيز في دور ليتي أورتيز، زوجة دوم ومتسابقة شوارع مجرمة محترفة سابقة.
- جوردانا بروستر في دور ميا توريتو، شقيقة دوم الصغرى وعضوة سابقة في فريقه الذي استقرت مع شريكها براين أوكونر وطفليهما.
- تيريز جيبسون في دور رومان بيرس، مجرم سابق وعضو في فريق دوم.
- كريس "لوداكريس" بريدجز في دور تيج باركر، ميكانيكي من ميامي وعضو في فريق دوم.
- ناتالي إيمانويل في دور رامزي، عازفة كمبيوتر بريطانية وعضوة في فريق دوم.
- هيلين ميرين في دور مجدلين شو والدة ديكارد وأوين وهاتي.
- تشارليز ثيرون في دور سايفر وهي العقل المدبر الإجرامي وإرهابية إلكترونية لإحدي العصابات .
- مايكل روكر في دور بوددي
- جون سينا في دور جاكوب توريتو وهو شيقيق دوم الأصغر ويعمل كقاتل محترف وسارق عال الاداء
- سونغ كانغ في دور هان لو، عضو سابق في فريق دوم يعتقد أنه قُتل .

لوكاس بلاك يعيد دوره كسين بوسويل وصديق هان ودوم، من فيلم فاست السريع والغاضب الذي صدر عام 2006 : طوكيو درافت و من فيلم فيوريوس 7 الذي صدر في 2015 ، بينما يظهر كل من باو واو وجاسون توبين أيضًا أدوارهما من قيادة طوكيو كأصدقاء شون وهان وهما توينكي وإيرل على التوالي. تصور كاردي بي في دور ليسا، وهي امرأة لديها علاقة تاريخًا مع دوم و آنا ساواي في دور إيلي . بالإضافة إلى ذلك كل من المقاتل أتحاد يو أف سي فرانسيس نجانو ووفن كول و فيني بينيت و وأوزونا حيث سيقومون بأدوار لم يكشف عنها حتي الآن .

## الحبكة
بعد أحداث السريع والغاضب 8 الذي صدر في عام (2017)، يجب أن يواجه دومينيك توريتو وعائلته من المتسابقين شقيقه الأصغر جاكوب الذي يمثل دوره جون سينا وهو قاتل يعمل مع عدوتهم القديم سايفير التي تمثل دورها تشارليز ثيرون، والذي يحمل ثأرًا شخصيًا ضد أخيه الأكبر دومينيك.

## الإنتاج
في 13 نوفمبر 2014 ، علقت رئيسة شركة يونيفرسال بيكتشرز دونا لانجلي في مقابلة لصحيفة هوليوود ريبورتر أنه سيكون هناك ثلاثة أفلام أخرى على الأقل في الامتياز بعد الغضب 7 الذي أنتج عام (2015). في فبراير 2016 ، أعلن فين ديزل عن تواريخ إطلاق أولية للفيلم التاسع والعاشر، وكان من المقرر أن يتم إطلاق الفيلم التاسع في 19 أبريل 2019. لكن بعد الإعلان عن فيلم جانبي يضم شخصيات دواين جونسون وجيسون ستاثام ، تم تأجيل تاريخ إطلاق الفيلم التاسع إلى 10 أبريل 2020.
في أبريل 2017 ، أكد كل من ديزل وجونسون عودتهما مع الجزئيين التاسع والعاشر . في 25 أكتوبر 2017 ، كشف ديزل في فيديو مباشر على فيسبوك أن جوستين لين ، الذي أخرج سلسلة الأفلام بدء من فيلم السريع والغاضب: قيادة طوكيو عام (2006) حتى السريع والغاضب 6 عام (2013) ، والممثلة جوردانا بروستر ، التي ظهرت بشخصية ميا توريتو أخت دومينيك الصغري في خمسة أفلام من السلسلة، ستعود لمشاركة في الفيلمين التاسع والعاشر. في 4 أبريل 2018 ، صرح جونسون بأنه غير متأكد إذا كان سيعود للفيلم التاسع بسبب العمل على الفيلم الجانبي،  وأكد في يناير 2019 أنه لن يظهر في الفيلم التاسع .
في مايو 2018 ، تم تعيين دانييل كيسي لكتابة السيناريو بعد توقف مورجان عن الكتابة بسبب عمله علي فيلم هوبز وشاو . و تم التأكيد علي مشاركة ميشيل رودريغيز في دورها. في فبراير 2019 ، أعلنت شركة يونيفرسال بيكتشرز عن تأخير تاريخ أصدار الفيلم لمدة ستة أسابيع، وهو ما من شأنه أن ينقل تاريخ الإصدار من أبريل 2020 إلى مايو 2020. تم الإبلاغ عن أن التأخير كان حتى لا يتنافس الفيلم مع الفيلم الذي تنتجه شركتهم الشقيقة مترو غولدوين ماير  لا وقت للموت ، والذي تم الأعلان عن تاريخ إصداره في 8 أبريل 2020.
في يونيو 2019 ، تم الأعلان عن مشاركة جون سينا بشكل رسمي في الفيلم، بعد إعلان أولي من ديزل في أبريل. في يوليو 2019 ، انضم كل من فين كول وآنا ساواي وفيني بينيت إلى فريق الفيلم. في نفس الشهر، تم إعلان عن هيلين ميرين وتشارلز ثيرون في أدورهن. و تمت إضافة مايكل روكر إلى فريق التمثيل في أغسطس 2019 . و في أكتوبر 2019 ، انضم اوزونا وكاردي بي إلى طاقم الفيلم.

## التصوير السينمائي
بدأ التصوير الرئيسي الخاص بالفيلم في 24 يونيو 2019 في استوديوهات وارنر بروس ، ليفيسدن في هيرتفوردشاير ، إنجلترا. من المتوقع أن يتم التصوير في لوس أنجلوس وإدنبره  ولندن ،  وسيُجرى أيضًا التصوير في تايلاند لأول مرة، حيث يتم استخدام مدن كرابي وكو فانجان وبوكيت كمواقع للتصوير. سيتم تصوير جزء من الفيلم في مدينة تبليسي بدولة جورجيا .
في يوليو 2019 ، تم الإعلان عن أصابة رجل الأعمال جو واتس، الذي أضيف لديزل، بإصابة خطيرة في الرأس أثناء التصوير في أستديوهات ليفزيند .

و في نوفمبر 2019 تم الأعلان عن أنتهاء تصوير الفيلم ودخوله لمرحلة الإنتاج ليصدر في السينيمات في أبريل 2020 .

## إطلاق سراح
كان من المقرر في الأصل إصدار F9 بشكل مسرحي في الولايات المتحدة في 22 مايو 2020 بواسطة شركة يونيفرسال بيكشرز ، ولكن في 12 مارس 2020، تم تأجيل الفيلم إلى عام 2 أبريل 2021 بسبب جائحة كورونا.

### تسويق
تم إصدار أول مقطع دعائي رسمي للفيلم في 31 يناير 2020.

## روابط خارجية
- السرعة و الغضب 9 على موقع IMDb (الإنجليزية)
- السرعة و الغضب 9 على موقع ميتاكريتيك (الإنجليزية)
- السرعة و الغضب 9 على موقع روتن توميتوز (الإنجليزية)
- السرعة و الغضب 9 على موقع نتفليكس (الإنجليزية)
- السرعة و الغضب 9 على موقع قاعدة بيانات الأفلام العربية
- السرعة و الغضب 9 على موقع ألو سيني (الفرنسية)
- السرعة و الغضب 9 على موقع أول موفي (الإنجليزية)
- السرعة و الغضب 9 على موقع بوكس أوفيس موجو (الإنجليزية)
- السرعة و الغضب 9 على موقع فيلمافينيتي (الإسبانية)
- السرعة و الغضب 9 على موقع قاعدة بيانات الأفلام السويدية (السويدية)